# Копаткевичский сельсовет
Копаткевичский сельсовет (бел. Капаткевіцкі сельсавет) — административная единица на территории Петриковского района Гомельской области Республики Беларусь. До 12 ноября 2013 года — поселковый Совет. Административный центр — городской посёлок Копаткевичи.

## История
В состав Копаткевичского поселкового Совета до 1981 года входил посёлок Октябрьский (известный до 1935 года под названием Дикое, не существует).

## Состав
Копаткевичский сельсовет включает 5 населённых пунктов:
- Городище — деревня
- Ивашковичи — деревня
- Ивашковичи — посёлок
- Першая Слободка — деревня
- Тремля — посёлок

## Культура
- Общеисторический музей ГУО «Копаткевичская средняя школа» в г. п. Копаткевичи